# Encarsia plana
Encarsia plana is een vliesvleugelig insect uit de familie Aphelinidae. De wetenschappelijke naam is voor het eerst geldig gepubliceerd in 1987 door Viggiani & Ren.